# Pečenje
Pečenje je priprava jedi v vročem zraku in delno vroči masti.
Peče se meso, testo, zelenjavo in tudi sadje. 
Pri pečenju mesa se beljakovine na površini zakrknejo in preprečujejo, da bi se izcejal sok. To zakrknenje lahko pospešite, če na začetku pečenja kos mesa polivate z vročo maščobo.
Pri pečenju testa se pod vplivom vročega zraka napravi iz škroba dekstrin in naredi se skorjica. Ta preprečuje uhajanje zraka in drugih rahljalnih sredstev iz testa.
Najbolj zdrav način pečenja mesa je pečenje na žaru.

## Vrste pečenja
- pečenje v ponvi:

- navadno pečenje (naravni zrezek, fileji, jajčne jedi,...)
- angleško pečenje (biftek, turnedóji, jetrne rezine,...)

- cvrenje (meso, zelenjava, testo,...)
- pečenje v pečici:

- z dodatkom maščobe (pečenke, ribe, perutnina,...)
- angleško (goveji file, rostbif)
- v suhi vročini (vse vrste testa, rahle zmesi)

- pečenje na žaru in ražnju (zarebrice, klobase, odojek, meso v foliji)
- oskorjanje/gratiniranje (sestavljene, že kuhane jedi)

## Pečenje na žaru
Na žaru pečemo tanjše kose mesa, mesnih izdelkov, sadja in zelenjave. Živilo položimo na rešetko ali žarno ploščo, ki je segreta na približno 350 °C. Ker je temperatura zelo visoka, se v trenutku naredi skorjica (beljakovine koagulirajo), ki prepreči iztekanje mesnega soka. Živila so zato sočna.

## Pečenje v mikrovalovni pečici
V mikrovalovni pečici živilo segrejemo le do 100 °C, torej ga lahko le kuhamo. Živilo zapečemo z dodatnimi grelci, navadno uporabljamo infrardeče žarke.

## Pečenje v folijah
V folijah pečemo sadje, zelenjavo in meso ter mesne izdelke. Živilo očistimo, začinimo in zavijemo v folijo. Pečemo v pečici ali na ploščah. Živilo obdrži vse hranilne in dišavne snovi, zato ga manj začinimo